# دست نامرئی
در اقتصاد و نظریهٔ لیبرالیسم اقتصادی (بازار آزاد) دست نامرئی (به انگلیسی: Invisible hand) هماهنگ‌کنندهٔ منافع شخصی و منافع اجتماعی است. این اصطلاح را نخستین بار آدام اسمیت به کار برد. در نظر او، دست نامرئی در جامعه‌ای دارای بیشترین کارایی خواهد بود که از شرایط رقابت کامل برخوردار باشد.
دست نامرئی واژه‌ای است که آدام اسمیت برای توصیف مزایای اجتماعی ناخواسته ناشی از اقدامات فردی استفاده کرد. این عبارت توسط اسمیت با توجه به توزیع درآمد (۱۷۵۹) و تولید (۱۷۷۶) بکار گرفته شد. خود این عبارت فقط سه بار در نوشته‌های اسمیت استفاده شده‌است، اما این مفهوم را به خود اختصاص داد که تلاش افراد برای حداکثر کردن منافع خود اغلب ممکن است بیشتر به جامعه نفع برساند تا زمانی که مستقیماً تلاش می‌کنند تا به جامعه نفعی برسانند. اسمیت ممکن است به هر ۲ کاربرد این مفهوم از طریق مطالعه تحقیقات ریچارد کانتیلون دست یافته باشد که هر دو این کاربردهای اقتصادی را در مدل وضعیت ایزوله بسط داد. [۱]
او اولین بار این مفهوم را در سال ۱۷۵۹ در کتاب نظریه احساسات اخلاقی استفاده کرد؛ و از آن برای توصیف توزیع درآمد استفاده نمود. در این اثر، با وجود این، ایده بازار مورد بحث و بررسی قرار نگرفته‌است، و واژه «سرمایه داری» هرگز استفاده نشده‌است. [۲] در زمانی که اسمیت کتاب ثروت ملل را در سال ۱۷۷۶ می‌نوشت، سال‌ها بود که مدل‌های اقتصادی فیزیوکرات‌های فرانسوی را مطالعه کرده بود و در این اثر دست نامرئی ارتباط بیشتری با تولید و به‌کارگیری سرمایه در پشتیبانی از صنعت داخلی دارد. از عبارت «دست نامرئی» تنها یکبار در کتاب چهارم ثروت ملل، فصل ۲ استفاده شده‌است: «محدودیت بر واردات از کشورهای خارجی برای محصولاتی که می‌توان در خانه تولید کرد»
ایده تجارت و مبادله بازار که به‌طور خودکار منافع شخصی را به سمت اهداف اجتماعی مطلوب هدایت می‌کند توجیه مرکزی برای فلسفه اقتصادی بازار آزاد است که خود در پس اقتصاد نئوکلاسیک نهفته است. [۳] در این معنا، اختلاف اصلی بین ایدئولوژی‌های اقتصادی را می‌توان به عنوان یک اختلاف نظر در مورد این دانست که «دست نامرئی» تا چه اندازه قدرتمند است. در مدل‌های جایگزین، اثربخشی نیروهایی که در طول دوره اسمیت نوپا بودند، مانند صنایع بزرگ، امور مالی، و تبلیغات، کاهش یافت. [۴]

## آدام اسمیت

### نظریه احساسات اخلاقی
واژه دست نامرئی توسط اسمیت برای اولین بار در کتاب نظریه احساسات اخلاقی (۱۷۵۹) در بخش چهارم، فصل ۱ استفاده شد، که در آن او به توصیف زمین‌دار خودخواهی می‌پردازد که با یک دست نامرئی مجبور به توزیع محصولات برداشت شده خود به کسانی که برای او کار می‌کنند می‌شود:
- "صاحبخانه مغرور و بی عاطفه زمین‌های گسترده خود را می‌بیند و بدون توجه به خواسته‌های برادرانش، در تخیل خود تمام محصول برداشت شده را مصرف می‌کند [با وجود این] معده وی ظرفیت گنجایش خواسته‌ها و امیال وی را ندارد.. در بهترین حالت، او موظف خواهد شد بقیه را در میان کسانی که در آماده‌سازی آن مقدار اندک دخیل بوده‌اند، و همچنین مابین افرادی که آن کاخ را تجهیز کرده‌اند تا آن مقدار اندک مصرف شود؛ و در میان کسانی که تمام اسباب و خرده ریزهای بی مصرف را فراهم و سازماندهی می‌کنند. همه آن‌ها به این ترتیب از تجمل و رفاه وی سهمی می‌برند، همان میزان سهمی از ضروریات زندگی که بیهوده از انسانیت و عدالت زمین دار توقع دارند… ثروتمندان توسط یک دست نامرئی هدایت می‌شوند تا توزیع تقریباً مشابهی از ملزومات زندگی انجام دهند به میزانی که در صورتی که اگر زمین به بخش‌های مساوی بین ساکنین آن تقسیم می‌گردید صورت می‌پذیرفت؛ و در نتیجه بدون قصد و بدون اینکه بدانند، به سود جامعه رفتار کرده‌اند."

در جای دیگر در نظریه احساسات اخلاقی، اسمیت شرح داده است که انسان‌ها تمایل دارند در جامعه‌ای که در آن زندگی می‌کنند مورد احترام قرار گیرند و تمایل دارند احساس کنند موجودات ارزشمند و شریفی هستند.

### ثروت ملل
در بخشی از کتاب ثروت ملل (۱۷۷۶) که از نظر نسل‌های بعدی اسمیت به توصیف دست نامرئی پرداخته است، از قضا از اصطلاح دست نامرئی استفاده نشده‌است! پروسه‌ای که توسط آن رقابت بازار طمع افراد را هدایت می‌کند، به‌طور واضح در کتاب اول، فصل ۷ آمده‌است.
آدام اسمیت از این استعاره در در جلد۴، فصل دوم، پاراگراف نهم از ثروت ملل استفاده کرده‌است:
- "... و اما درآمد سالانه هر جامعه همیشه دقیقاً مساوی با ارزش قابل مبادله کل تولید سالانه صنعت آن یا دقیقاً برابر با هرچیزی با همین ارزش مبادله است. هر فرد، بنابراین، تا آنجا که می‌تواند تلاش می‌کند تا سرمایه اش را برای تولیدات داخلی به کار گیرد و همچنین صنعتی را که تولیداتش در آن بیشترین ارزش را دارند رهبری کند. چنین شخصی نه قصد ترویج و ترفیع منافع عمومی را دارد و نه می‌داند که تا چه مقدار این منافع را ترفیع می‌کند. قصد وی تنها ایجاد امنیت برای خود از طریق حمایت از صنعت داخلی در برابر صنعت خارجی است و با اداره کردن صنعت بدینگونه وی تنها به فکر دستاورد خویش می‌باشد و در این روند، همانند موارد دیگر، توسط یک دست نامرئی هدایت شده‌است تا منفعتی ایجاد نماید که هرگز قصد آن را نداشنه است و این الزاماً برای جامعه بد نیست که بخشی از این جریانات نبوده است. افراد با دنبال کردن منافع خود برای جامعه ثمربخش تر از زمانی هستند که واقعاً به دنبال منفعت رسانیدن به جامعه باشند. "

### سایر کاربردهای عبارت توسط اسمیت
تنها در کتاب تاریخ نجوم (نوشته شده قبل از ۱۷۵۸) اسمیت از دست نامرئی صحبت می‌کند، که جاهلان از آن برای توضیح پدیده‌های طبیعی غیرقابل توصیف استفاده می‌کنند
- "آتش بنا به ضرورت ماهیت خود می‌سوزاند و آب تازه می‌کند؛ اجسام سنگین پایین می‌روند، و مواد سبک‌تر به سمت بالا پرواز می‌کنند، دست نامرئی مشتری (ژوپیتر) هرگز ادراک نشد که در این اقدامات دست داشته باشد. "

در نظریه احساسات اخلاقی (۱۷۵۹) و در ثروت ملل (۱۷۷۶) آدام اسمیت از یک دست نامرئی صحبت می‌کند که این دست نامرئی هرگز در معنای امروزی آن به کار گرفته نشده‌است. در نظریه احساسات اخلاقی اسمیت از این واژه کمک می‌گیرد تا یک مفهوم " نشت اقتصادی" را حمایت کند، مفهومی که همچنین در توسعه نظریه نئوکلاسیک نیز استفاده شد: شکم پرستی اغنیا سبب خدمت‌رسانی (و سیر کردن شکم) فقراست.
- ثروتمندان … تنها کمی بیشتر از فقرا مصرف می‌کنند، و علی‌رغم خودخواهی طبیعی و درنده خویی شان، هر چند آن‌ها تنها به فکر راحتی خود هستند، و علی‌رغم اینکه تنها هدفی که آن‌ها از استخدام و به‌کارگیری هزاران نفر رسیدن به لذت خواسته‌های بیهوده و سیری ناپذیر خود است، آن‌ها تمام پیشرفت خود را با فقرا تقسیم می‌کنند. آن‌ها توسط یک دست نامرئی هدایت می‌شوند تا توزیع تقریباً مشابهی از ملزومات زندگی انجام دهند به میزانی که اگر زمین به بخش‌های مساوی بین ساکنین آن تقسیم می‌گردید صورت می‌پذیرفت؛ و در نتیجه بدون قصد و بدون اینکه بدانند، به سود جامعه رفتار کرده‌اند؛ و وسیله‌ای برای تکثیر گونه‌ها فراهم آورده‌اند. هنگامی که مشیت، زمین را در میان چند ارباب تقسیم کرد، افرادی که خارج از این تقسیم‌بندی ماندند را نه فراموش کرد و نه رها کرد. اینها نیز از سهم خود از هرآنچه که تولید می‌شود لذت می‌برند. در تمامی آنچه که خوشبختی واقعی را در زندگی افراد شکل می‌دهد، این گروه کمتر و دون‌تر از گروه دیگر که به نظر بالاتر می‌رسند، نیستند. در راحتی جسم و صلح ذهن، تمام صفوف مختلف زندگی تقریباً در یک سطح هستند و گدایی که در کنار اتوبان از خورشید استفاده می‌کند از امنیتی برخوردار است که شاه برای آن می‌جنگد.[۶]

بازدید اسمیت از فرانسه و آشنایی او با اقتصاددانان فرانسوی (معروف به فیزیوکراتها) دیدگاه وی را از بهینه‌سازی اقتصاد خرد به رشد و بهبود اقتصاد کلان به عنوان پایان اقتصاد سیاسی تغییر داد. بنابرین شکم پرستی ارباب (زمین‌دار) در نظریه احساسات اخلاقی توسط کار غیرمولد در ثروت ملل منسوخ شد. واکر، رئیس‌جمهور اول انجمن اقتصاد آمریکا (۱۸۸۵ تا ۹۲) با وی موافقت کرد:
- خدمتکار خانگی … به عنوان وسیله‌ای برای سود رساندن به ارباب خود نیست. درآمد ارباب وی هرگز وابسته به استخدام وی نیست. در مقابل، این درآمد است که ابتدا بدست می‌آید و این مقدار درآمد است که تعیین می‌کند خدمتکار باید استخدام شود یا نه، در حالی که به‌طور کامل درآمد از آن اشتغال کاهش می‌یابد. همان‌طور که آدام اسمیت آن را بیان می‌کند: "یک مرد با به‌کارگیری بسیاری از تولید کنندگان ثروتمند می‌شود؛ و با حفظ بسیاری از بندگان پست فقیر می‌شود.".[۷]

تغییر نظر ۱۸۰ درجه‌ای اسمیت از اقتصاد خرد به کلان در "ثروت ملل" منعکس نشده‌است. زیرا بخش‌های زیادی از این کتاب از سخنرانی‌های اسمیت قبل از سفر به فرانسه استفاده شده‌است. پس خواننده می‌بایست بین آدام اسمیت اقتصاد خردی و آدام اسمیت اقتصاد کلانی در ثروت ملل تمایز قائل شود. اینکه استفاده آدام اسمیت از واژه دست نامرئی در میانهٔ کتاب یک کاربرد اقتصاد خردی است یا یک عبارت اقتصاد کلانی که انحصارات و دخالت دولت در تعرفه‌ها و اختراع ثبت شده را محکوم می‌کند، قابل بحث است.

## تعبیر اقتصاد دانان از عبارت " دست نامرئی
مفهوم "دست نامرئی" تقریباً همیشه فراتر از استفاده اصلی اسمیت تعمیم داده شده‌است. این عبارت در میان اقتصاددانان قبل از قرن بیستم محبوب نبود. نه آلفرد مارشال هرگز آن را در کتاب درسی اصول اقتصاد (۸) استفاده کرد و نه ویلیام استنلی جونز در نظریه اقتصاد سیاسی خود. (۹) پل ساموئلسون کتاب درسی اقتصاد خود در سال این واژه را به کار برد۱۹۴۸:
- "حتی آدام اسمیت، عاقل اسکاتلندی که کتاب به یاد ماندنی، "ثروت ملل" (۱۷۷۶) او، نشان دهنده آغاز اقتصاد مدرن یا اقتصاد سیاسی است - حتی او با شناختن ترتیبی در سیستم اقتصادی بسیار هیجان زده بود که واژه نمادین " دست نامرئی" را به کار برد؛ که هر فرد با دنبال کرد خوب خودخواهانه برای خود گویی توسط یک دست نامرئی هدایت می‌شود برای رسیدن به بهترین خوب برای همه و اینجاست که هر نوع مداخله علیه رقابت آزاد توسط دولت تقریباً قطعی است که به ضرر منجر می‌شود. این نتیجه‌گیری بی دقت تقریباً به همان اندازه که سود رسانده است باعث ضرر در یک قرن و نیم گذشته بوده‌است. به ویژه که این تنها چیزی است که برخی از شهروندان پیشرو ما ۳۰ سال بعد از اتمام دوره اقتصاد در کالج خود به یاد می‌آورند. "

در این تفسیر، فرض بر این است که دست نامرئی می‌گوید که اگر هر مصرف‌کننده مجاز به انتخاب آزادانه آنچه که می‌خرد و هر سازنده مجاز به انتخاب آزادانه هر آنچه می‌فروشد و چگونگی تولید آن باشد، بازار در توزیع محصول و قیمتی که برای تمام افراد جامعه (و در نتیجه خود جامعه) سودآور باشد به تعادل خواهد رسید؛ و دلیل آن این است که منافع شخصی، فعالین را به انجام رفتارهای مفید به طرز خوش‌اقبال گونه‌ای سوق می‌دهد. روش‌های کارآمد تولید به تصویب رسیده‌اند تا سود را به حداکثر برسانند. قیمت‌های پایین برای به حداکثر رساندن درآمد از طریق افزایش در سهم بازار و تضعیف رقبا شکل می‌گیرند [نیازمند منبع] سرمایه‌گذاران در صنایعی که خیلی ضروری به سرمایه نیاز دارند سرمایه‌گذاری می‌کنند تا بازگشت سرمایه خود را حداکثر کنند و سرمایه خود را از کارهایی که کمترین ارزش را خلق می‌کنند بیرون می‌کشند. تمامی این تأثیرات به صورت پویا و خود به خود شکل می‌گیرد.
از زمان اسمیت تا کنون، این مفهوم بیشتر در نظریه‌های اقتصادی گنجانده شده‌است. لئون والراس یک مدل تعادل عمومی چهار معادله‌ای را گسترش داد که طبق این مدل نتیجه می‌گیرد منافع شخصی هر فردی که در بازار رقابتی فعالیت می‌کند شرایط خاصی را خلق می‌کند که تحت آن کل جامعه به حداکثر توسعه دست میابد. ویلفردو پارتو از خط تماس جعبه اجورث استفاده کرد تا یک بهینگی اجتماعی مشابه را نشان دهد.
لووین وون میس در «اقدام انسان» با اشاره به دوره مارکس برای توضیح بهبودگرایی تکاملی از عبارت «دست نامرئی مشیت الهی» استفاده کرد. او از این عبارت برای انتقاد استفاده نکرد بلکه اعتقاد داشت استدلال سکولار به نتایج مشابهی منتج می‌شود. میلتون فریدمن، برنده جایزه نوبل اقتصاد، دست نامرئی اسمیت را «امکان همکاری بدون اجبار» نامید. کوشیک باسو اولین قاعده رفاه اجتماعی را قاعده دست نامرئی نامید.
بعضی اقتصاددانان درستی نحوه استفاده کنونی دست نامرئی را مورد سؤال قرار داده‌اند. گاوین کندی، استاد بازنشسته در دانشگاه هریوت وات در ادینبورگ، اسکاتلند، استدلال می‌کند که استفاده فعلی در تفکر اقتصادی مدرن به عنوان نمادی از سرمایه‌داری بازار آزاد، با شیوه تقریباً متوسط و نامعین که توسط اسمیت به کار برده شد ناسازگار است. در پاسخ به کندی، دانیل کلاین استدلال می‌کند که ناسازگاری برحق است. علاوه بر این، حتی اگر اسمیت قصد نداشت واژه «دست نامرئی» در این کاربرد فعلی استفاده شود، قابل استفاده بودن این عبارت در این کاربرد نباید نادیده گرفته شود. در نتیجه تبادل نظر آنها، کندی اصرار دارد که قصد اسمیت بیشترین اهمیت را در مناظره کنونی دارد. اگر قرار است این واژه به عنوان نمادی از آزادی و هماهنگی اقتصادی استفاده شود (همان‌طور که در عصر کنونی استفاده می‌شود) کندی استدلال می‌کند که باید آن را به عنوان یک ساختار کاملاً جدا از اسمیت در نظر گرفت زیرا از شواهد موجود به نظر نمی‌رسد که اسمیت اهمیت خاصی برای این عبارت قائل شده باشد، حداقل بسیار کمتر از معانی ای که امروزه به آن اطلاق می‌شود.